# 梅拉諾 (提契諾州)

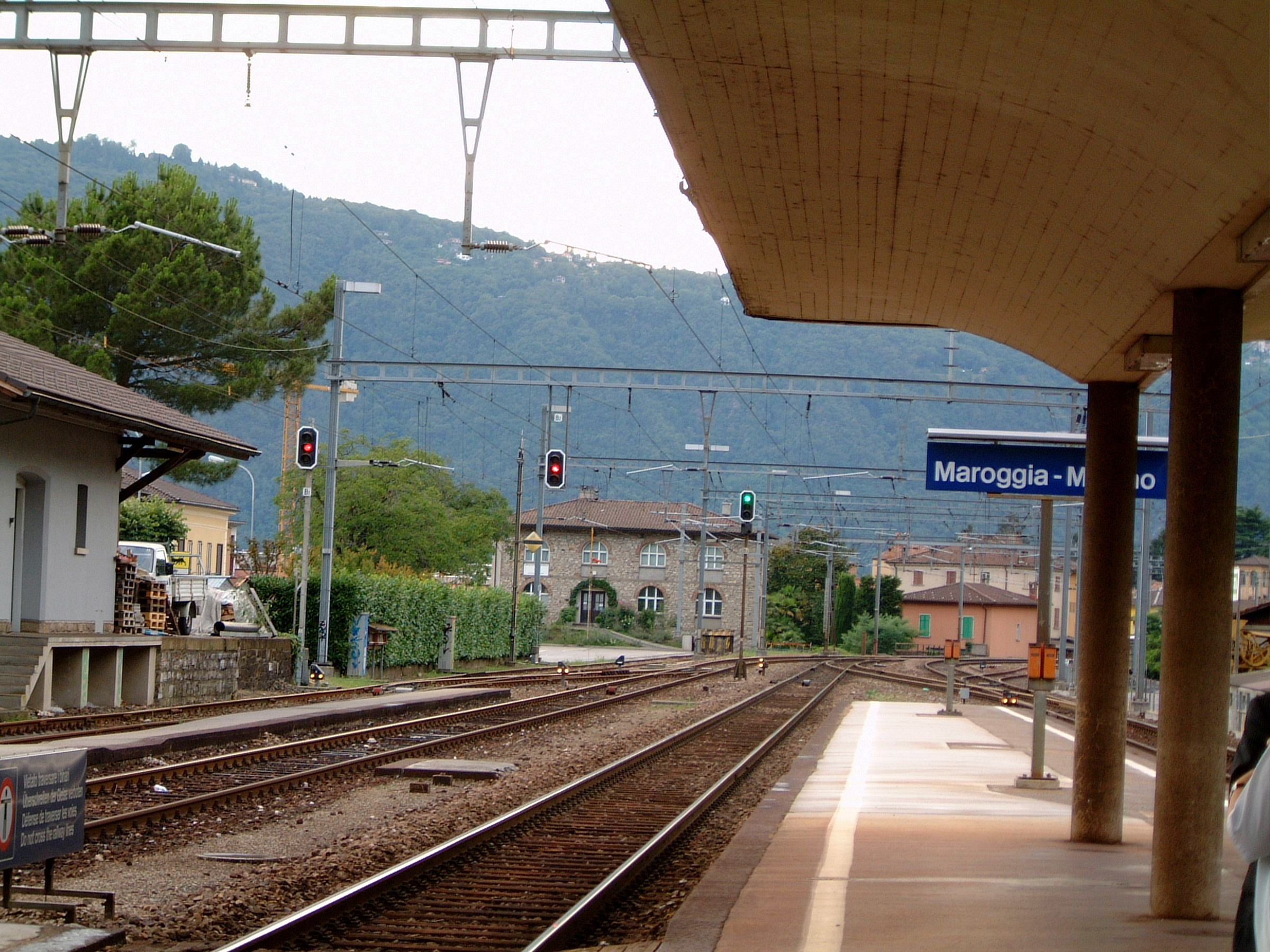

梅拉諾是瑞士的城鎮，位於該國南部，由提契諾州負責管轄，面積4.64平方公里，海拔高度294米，2011年人口1,325，八成人口信奉羅馬天主教，人口密度每平方公里286人。